# Catarina Vieira
Catarina Cordeiro Vieira (ur. 14 maja 1996 w Angra do Heroísmo) – holenderska polityczka portugalskiego pochodzenia, posłanka do Parlamentu Europejskiego X kadencji.

## Życiorys
Kształciła się m.in. na Uniwersytecie Lizbońskim, studiowała stosunki międzynarodowe. Pracowała w organizacjach pozarządowych Rainforest Alliance oraz Solidaridad. Związana z ugrupowaniem GroenLinks. W wyborach w 2024 dzięki głosom preferencyjnym uzyskała mandat deputowanej do Parlamentu Europejskiego X kadencji.